# Single numer jeden w roku 1978 (USA)
Notowanie Billboard Hot 100 przedstawia najlepiej sprzedające się single w Stanach Zjednoczonych. Publikowane jest ono przez magazyn Billboard, a dane kompletowane są przez Nielsen SoundScan w oparciu o cotygodniowe wyniki sprzedaży cyfrowej oraz fizycznej singli, a także częstotliwość emitowania piosenek na antenach stacji radiowych.
| Data publikacji | Piosenka                         | Artysta                              |
| --------------- | -------------------------------- | ------------------------------------ |
| 7 stycznia      | "How Deep Is Your Love"          | Bee Gees                             |
| 14 stycznia     | "Baby Come Back"                 | Player                               |
| 21 stycznia     | "Baby Come Back"                 | Player                               |
| 28 stycznia     | "Baby Come Back"                 | Player                               |
| 4 lutego        | "Stayin’ Alive"                  | Bee Gees                             |
| 11 lutego       | "Stayin' Alive"                  | Bee Gees                             |
| 18 lutego       | "Stayin' Alive"                  | Bee Gees                             |
| 25 lutego       | "Stayin' Alive"                  | Bee Gees                             |
| 4 marca         | "(Love Is) Thicker Than Water"   | Andy Gibb                            |
| 11 marca        | "(Love Is) Thicker Than Water"   | Andy Gibb                            |
| 18 marca        | "Night Fever"                    | Bee Gees                             |
| 25 marca        | "Night Fever"                    | Bee Gees                             |
| 1 kwietnia      | "Night Fever"                    | Bee Gees                             |
| 8 kwietnia      | "Night Fever"                    | Bee Gees                             |
| 15 kwietnia     | "Night Fever"                    | Bee Gees                             |
| 22 kwietnia     | "Night Fever"                    | Bee Gees                             |
| 29 kwietnia     | "Night Fever"                    | Bee Gees                             |
| 6 maja          | "Night Fever"                    | Bee Gees                             |
| 13 maja         | "If I Can't Have You"            | Yvonne Elliman                       |
| 20 maja         | "With a Little Luck"             | Wings                                |
| 27 maja         | "With a Little Luck"             | Wings                                |
| 3 czerwca       | "Too Much, Too Little, Too Late" | Johnny Mathis ft. Deniece Williams   |
| 10 czerwca      | "You're the One That I Want"     | John Travolta ft. Olivia Newton-John |
| 17 czerwca      | "Shadow Dancing"                 | Andy Gibb                            |
| 24 czerwca      | "Shadow Dancing"                 | Andy Gibb                            |
| 1 lipca         | "Shadow Dancing"                 | Andy Gibb                            |
| 8 lipca         | "Shadow Dancing"                 | Andy Gibb                            |
| 15 lipca        | "Shadow Dancing"                 | Andy Gibb                            |
| 22 lipca        | "Shadow Dancing"                 | Andy Gibb                            |
| 29 lipca        | "Shadow Dancing"                 | Andy Gibb                            |
| 5 sierpnia      | "Miss You"                       | The Rolling Stones                   |
| 12 sierpnia     | "Three Times a Lady"             | The Commodores                       |
| 19 sierpnia     | "Three Times a Lady"             | The Commodores                       |
| 26 sierpnia     | "Grease"                         | Frankie Valli                        |
| 2 września      | "Grease"                         | Frankie Valli                        |
| 9 września      | "Boogie Oogie Oogie"             | A Taste of Honey                     |
| 16 września     | "Boogie Oogie Oogie"             | A Taste of Honey                     |
| 23 września     | "Boogie Oogie Oogie"             | A Taste of Honey                     |
| 30 września     | "Kiss You All Over"              | Exile                                |
| 7 października  | "Kiss You All Over"              | Exile                                |
| 14 października | "Kiss You All Over"              | Exile                                |
| 21 października | "Kiss You All Over"              | Exile                                |
| 28 października | "Hot Child in the City"          | Nick Gilder                          |
| 4 listopada     | "You Needed Me"                  | Anne Murray                          |
| 11 listopada    | "MacArthur Park"                 | Donna Summer                         |
| 18 listopada    | "MacArthur Park"                 | Donna Summer                         |
| 25 listopada    | "MacArthur Park"                 | Donna Summer                         |
| 2 grudnia       | "You Don’t Bring Me Flowers"     | Barbra Streisand ft. Neil Diamond    |
| 9 grudnia       | "Le Freak"                       | Chic                                 |
| 16 grudnia      | "You Don’t Bring Me Flowers"     | Barbra Streisand ft. Neil Diamond    |
| 23 grudnia      | "Le Freak"                       | Chic                                 |
| 30 grudnia      | "Le Freak"                       | Chic                                 |